# جان-كلود سانت-أندريه
جان-كلود سانت-أندريه هو سياسي كندي، ولد في 27 سبتمبر 1962 في مونتريال في كندا. نشط حزبياً في الحزب الكيبيكي. وقد انتخب عضو الجمعية الوطنية في كيبك ‏.